# Magdalena Gryka
Magdalena Gryka (* 28. März 1994 in Białystok, Polen) ist eine deutsche Volleyballspielerin.

## Karriere
Magdalena Gryka ist die Tochter der Volleyballerin Dorota Gryka. Als ihre Mutter einen Vertrag beim Zweitligisten VV Grimma erhielt, kam sie bereits als Baby aus ihrer polnischen Heimat nach Deutschland. Ihre eigene sportliche Karriere begann sie ebenfalls in Grimma, wo sie noch als Angreiferin agierte. 2008 wechselte sie als U14-Meisterin nach Dresden, wo sie zunächst beim VC Olympia gefördert wurde. Die Trainer der Nachwuchsmannschaft schulten Gryka wegen ihrer technischen Fähigkeiten zur Zuspielerin um. 2010 feierte die Schülerin nicht nur ihr Debüt in der Junioren-Nationalmannschaft und den Gewinn der U18-Meisterschaft. Sie schaffte auch den Aufstieg in das Bundesliga-Team des Dresdner SC. Da Linda Helterhoff ihr Engagement einschränkte, wurde Gryka mit einem Doppelspielrecht ausgestattet. Im Frühjahr 2011 führte sie die Jugend-Nationalmannschaft bei der Europameisterschaft in Ankara auf den vierten Platz. Anschließend wurde sie mit den Juniorinnen Fünfte der Weltmeisterschaft. Mit dem Dresdner SC wurde sie 2012 deutscher Vizemeister und 2013 deutscher U20-Meister und erneut deutscher Vizemeister. Anschließend wechselte sie zum polnischen Spitzenverein Impel Wrocław. Nach einer Saison 2017/18 bei Azerrail Baku kehrte sie wieder nach Polen zurück. Außerdem hatte sie ihre ersten Einsätze in der deutschen Nationalmannschaft.
Seit 2018 spielte Gryka wieder in der deutschen Bundesliga, zunächst beim SC Potsdam. 2019 wechselte sie zu NawaRo Straubing und 2021 zu den Roten Raben Vilsbiburg. In der Saison 2022/23 spielte sie bei Vandœuvre Nancy Volley-Ball (VNVB) in der französischen Ligue A.
Seit Januar 2024 ist Gryka in der deutschen 3. Liga Süd beim TSV Georgii-Allianz Stuttgart aktiv.